# Championnat du Cameroun de football 1996
Navigation
Saison précédente Saison suivante
La saison 1996 du Championnat du Cameroun de football était la 36e édition de la première division camerounaise, la MTN Elite 1. Les équipes sont regroupées au sein d'une poule unique, où chaque équipe affronte tous les adversaires deux fois, à domicile et à l'extérieur. La saison prochaine, 18 équipes prendront part au championnat, il y a donc deux clubs relégués pour quatre clubs promus de D2.
C'est l'Unisport Bafang qui termine en tête du championnat cette année. C'est le premier titre de champion de son histoire. En ma connaissance l'on s'est trompé sur la promotion de l'olympique de mvolié en première division ceci ne s'était jamais fait. 

## Les 16 clubs participants
| - Cotonsport Garoua - Tonnerre Yaoundé - Canon Yaoundé - Union Douala - Unisport Bafang - Léopards Douala - Stade Bandjoun - Dynamo Douala - Promu de D2 | - Panthère du Ndé - Kumbo Strikers - Promu de D2 - Racing Club Bafoussam - Olympique Maroua - Promu de D2 - Fovu Baham - Prévoyance Yaoundé - Ocean Kribi - PWD Bamenda |

## Compétition

### Classement
| Rang | Équipe                       | Pts | J  | G | N | P | Bp | Bc | Diff |
| ---- | ---------------------------- | --- | -- | - | - | - | -- | -- | ---- |
| 1    | Unisport Bafang              | 56  | 28 |   |   |   |    |    |      |
| 2    | Cotonsport Garoua            | 47  | 28 |   |   |   |    |    |      |
| 3    | Canon Yaoundé                | 47  | 28 |   |   |   |    |    |      |
| 4    | Stade Bandjoun               | 44  | 28 |   |   |   |    |    |      |
| 5    | Tonnerre Yaoundé             | 44  | 28 |   |   |   |    |    |      |
| 6    | Union Douala                 | 43  | 28 |   |   |   |    |    |      |
| 7    | Racing Bafoussam (T) (C)     | 43  | 28 |   |   |   |    |    |      |
| 8    | Fovu Baham                   | 41  | 28 |   |   |   |    |    |      |
| 9    | Prévoyance Yaoundé           | 40  | 28 |   |   |   |    |    |      |
| 10   | Léopards Douala              | 36  | 28 |   |   |   |    |    |      |
| 11   | Dynamo Douala (P)            | 30  | 28 |   |   |   |    |    |      |
| 12   | PWD Bamenda                  | 30  | 28 |   |   |   |    |    |      |
| 13   | Kumbo Strikers (P)           | 28  | 28 |   |   |   |    |    |      |
| 14   | Panthère du Ndé              | 24  | 28 |   |   |   |    |    |      |
| 15   | Ocean Kribi                  | 26  | 28 |   |   |   |    |    |      |
| 16   | Olympique Maroua (P) forfait |     |    |   |   |   |    |    |      |

|  | Qualifié pour la Ligue des champions de la CAF 1997 |
|  | Qualifié pour la Coupe des coupes 1997              |
|  | Qualifié pour la Coupe de la CAF 1997               |
|  | Relégué en deuxième division                        |

## Bilan de la saison
| Tableau d'Honneur                   |                  |
| Compétition                         | Vainqueur        |
| Championnat du Cameroun de football | Unisport Bafang  |
| Coupe du Cameroun                   | Racing Bafoussam |

| Qualifications continentales       |                   |
| Ligue des champions de la CAF 1997 | Qualifié          |
| Premier tour                       | Unisport Bafang   |
| Coupe des coupes 1997              | Qualifiés         |
| Premier tour                       | Racing Bafoussam  |
| Coupe de la CAF 1997               | Qualifiés         |
| Premier tour                       | Cotonsport Garoua |

| Promotion et relégation |                                                                           |
| Relégués en 2e division | Ocean Kribi Olympique Maroua                                              |
| Promus en MTN Elite 1   | Olympique Mvolyé Avenir Douala Victoria United Union sportive Abong-Mbang |